# Massacre d'Ascq
2e campagne de France
- Corse
- Limousin
- Ain et Haut-Jura
- Les Glières
- Ascq
- Division Brehmer
- Mont Mouchet
- Opérations SAS en Bretagne
- Bataille de Normandie
- Guéret
- Brigade Jesser
- Cornil
- 1er Tulle
- 2e Tulle
- Argenton-sur-Creuse
- Oradour-sur-Glane
- 1er Ussel
- Saint-Marcel
- Saffré
- Mont Gargan
- Vercors
- Penguerec
- Lioran
- Égletons
- 2e Ussel
- Débarquement de Provence
- Port-Cros
- La Ciotat
- Toulon
- Martigues
- Marseille
- Nice
- Rennes
- Saint-Malo
- Brest
- Paris
- Mont-de-Marsan
- Montélimar
- Maillé
- Écueillé
- La Saulx
- Meximieux
- Nancy
- Colonne Elster
- Dunkerque
- Arracourt
- Saint-Nazaire
- Lorient
- Metz
- Royan et de la pointe de Grave
- Campagne de Lorraine
- Colmar

Front d'Europe de l'Ouest
Front d'Europe de l'Est
Campagnes d'Afrique, du Moyen-Orient et de Méditerranée
Bataille de l'Atlantique
Guerre du Pacifique
Le massacre d'Ascq est un massacre commis pendant la Seconde Guerre mondiale dans le village français d'Ascq par des troupes de la Waffen SS.
À la suite d'un attentat contre un convoi militaire aux abords de la gare d'Ascq dans la nuit du 1er avril 1944 au 2 avril 1944, la population est violentée et quatre-vingt-six civils sont fusillés. L'événement a un grand retentissement dans toute la région et renforce l'hostilité vis-à-vis de l'occupation allemande. On dénombrera 60 000 grévistes à Lille à la suite du massacre — ce qui en fait une des plus grandes manifestations françaises de la guerre sous l'occupation — et une foule estimée à au moins 20 000 personnes assiste aux funérailles dans le village.

## Histoire

### Contexte
Fin mars 1944, Ascq est un gros bourg de 3 500 habitants, situé à égale distance de Lille et de la frontière belge, bordé par la nationale 41 et traversé par la voie ferrée Lille-Tournai-Bruxelles/Charleroi.
En pleine Seconde Guerre mondiale, la population subit de plein fouet l'occupation allemande. La ligne de chemin de fer a été endommagée par deux explosions les 27 et 30 mars 1944, et la police allemande est venue enquêter au village. Ces deux sabotages ont été organisés par le « groupe d'Ascq » composé de quelques dizaines de résistants et dirigé par Paul Delécluse. Seule une poignée d'entre eux se charge d'actions de sabotage en relation avec le Bureau central de renseignement et d'action (BCRA) de Londres du colonel Passy.
Depuis l'occupation en 1940, il y a à Ascq un groupe de militaires allemands faisant partie du bataillon 908 (en résidence à Lille), composé d'hommes mûrs. Ils sont chargés de la police de la gare et du débarquement de matériel militaire ; leur cantonnement est proche de la gare d'Ascq.

### Le train
Le 1er avril 1944, à 22 h 44, le train 649.355 (no  français 9872) venant de Baisieux et à destination d'Haubourdin arrive aux abords de la gare d'Ascq. Le convoi est très important. Il transporte des éléments d'un bataillon blindé de reconnaissance de la 12e Panzerdivision SS Hitlerjugend, en provenance de Turnhout en vue du renforcement de la défense côtière de Normandie. Il se compose de la 1re compagnie d'automitrailleuses commandée par le Sturmführer SS Kudoke, de la 2e compagnie de chars de reconnaissance commandée par l'Obersturmführer SS Walter Hauck (25 ans), de la 3e compagnie d'infanterie sur chars légers de transport commandée par l''Obersturmführer SS  Hauer et l'adjudant-chef SS Sturm, de l'état-major du bataillon avec un groupe d'agents de liaison, ordonnances, etc., sous les ordres du sergent SS Stun. Au total, il y a environ 400 hommes, et 60 blindés et véhicules.
L'Obersturmführer SS Hauck a eu l'idée de faire passer son train juste après l'express Lille-Bruxelles pour éviter « les bandes de terroristes […] particulièrement actives dans les régions à traverser ».

### Le sabotage

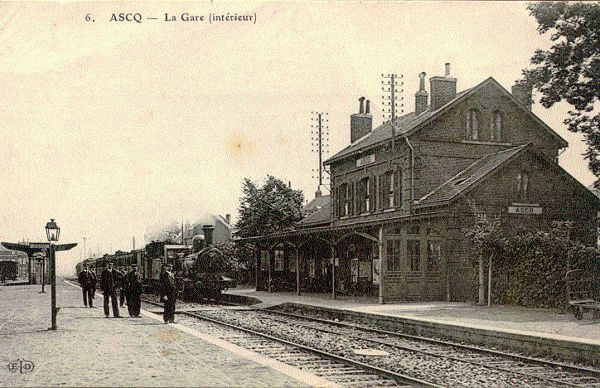
Gare d'Ascq vers 1900.

Soudain à 22 h 45, le bruit sourd d'une explosion retentit, et la locomotive qui roulait à faible vitesse (environ 25 km/h) s'arrête à la hauteur de la cabine d'aiguillage. Le groupe de résistants local appartenant au réseau Voix du Nord vient d'organiser le troisième sabotage de la semaine. Trois wagons chargés de véhicules sortent des rails (un sortant de deux essieux, entraînant ses deux voisins d'un essieu) et la locomotive a quelques pièces secondaires détériorées, selon le mécanicien belge René Dascotte,.
Les dégâts sont minimes. Aucun homme n'est blessé. Une note d'archives de Hauck énonce : un pneu d'automitrailleuse 8 roues endommagé, la boîte de vitesses d'une camionnette endommagée, une autre automitrailleuse projetée sur deux motocyclettes dont les essieux et jantes ont été faussés. L'incident est jugé peu important, étant donné l'insignifiance des dégâts. Les militaires sont initialement calmes, à l'exception de l'Obersturmführer Hauck qui est « furieux » et « vociférant ». Dascotte se met à réparer lui-même la locomotive et les wagons seront remis sur rail dans la nuit « sans aide étrangère ».

### Organisation du massacre

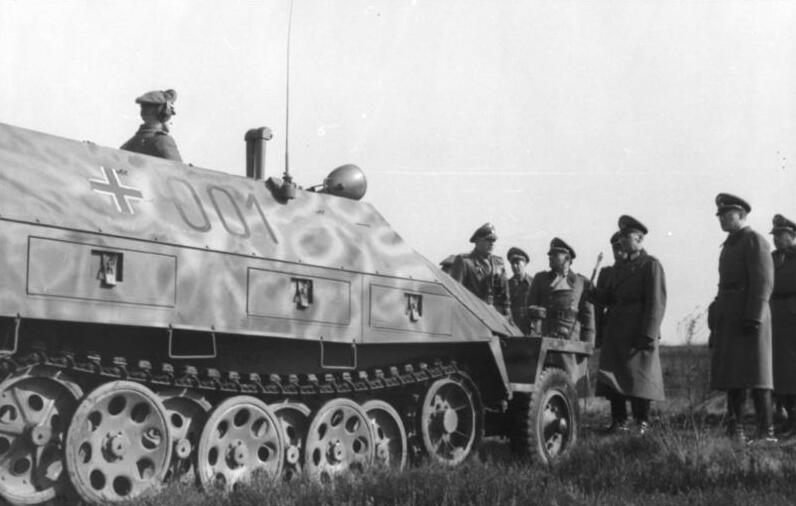
La 12e Panzerdivision SS Hitlerjugend passée en revue par le maréchal von Rundstedt (janvier-février 1944).

Ce n'est qu'une demi-heure plus tard qu'éclate une rafale de mitraillette en direction des habitations, suivie de coups de sifflets et d'ordres. Les SS se rassemblent près du passage à niveau, habillés en feldgrau ou avec l'uniforme noir des blindés avec des écussons à tête de mort.
L'Obersturmführer SS Hauck donne l'ordre de rassembler tous les hommes de 17 à 50 ans et de les conduire sur les lieux du sabotage. Il constitue quatre groupes sous les ordres d'un gradé responsable : l'adjudant Jura cherchera les terroristes, le Sturmführer SS Kudoke explorera la partie gauche du chemin de fer, le Sturmführer SS Hauer la droite, l'adjudant Wetzlmayer ira du passage à niveau au centre du village et le sergent Buss a pour ordre d'abattre tout civil qui s'approcherait du train.
Dans les principales rues — Marceau, Courbet, du Maréchal-Foch, Faidherbe, de la Gare, de l'Abbé-Lemire — presque toutes les habitations sont fouillées et les portes d'entrée forcées.
Le Kommando Kudoke qui commence à visiter les maisons n'emmène pas tous les hommes qu'il rencontre, et épargne notamment Arthur Rigaut et Albert Thélier, les habitants des deux premières maisons qu'il visite. À au moins deux reprises, il laisse à la place une note rédigée en allemand. Certains SS promettent aux familles que leurs hommes reviendront bientôt à la maison.
Le Kommando Hauer cherche lui aussi tous les individus masculins afin de faire d'eux des otages. Il parcourt les rues Marceau (rue principale, aujourd'hui rue Gaston-Baratte), du Quennelet, du Maréchal-Foch et Masséna. Comme Kudoke, il ne trouve que des portes fermées et doit les enfoncer. Mais contrairement à son collègue, il ne trouve que femmes, enfants et vieillards. Les hommes jeunes se sont presque tous enfuis. Il donne donc l'ordre de tirer sur tous les fuyards.
Le Kommando Wetzlmayer arrive lui près de l'église, et exécute plusieurs hommes autour et dans le presbytère.
Les nazis voyaient la Résistance (qui utilisait des tactiques de guérilla) comme du terrorisme, et les partisans comme des terroristes. La principale difficulté était d'éliminer un ennemi sans visage qui n'hésitait pas à attaquer n'importe quelle force d'occupation puis à disparaître dans la foule des civils. L'attaque sur du personnel non combattant revenait à déclarer une guerre totale dont les civils avaient à assumer les conséquences de leur soutien à la Résistance. Aussi les nazis pensaient-ils qu'il était justifié d'épargner la vie de leurs compatriotes en liquidant les « terroristes » et en anéantissant brutalement leurs « sympathisants » supposés. Le massacre d'Ascq faisait donc partie de cette politique globale de contre-terrorisme par la terreur, lancée pour briser l'aide à la Résistance et imposer la collaboration par la crainte.

### Premières exécutions
Un premier groupe composé à la fois d'hommes et de femmes est rassemblé dans la cabine d'aiguillage du passage à niveau. Les otages sont emmenés en file indienne, les bras levés, à coups de crosse, le long de la voie. Les SS rient et sifflent pendant que leur officier roue de coups les otages, sans raison apparente. Monsieur Lautem, le garde-voie, est abattu de deux balles tirées à bout portant. Devant les filles et les épouses, les soldats abattent quelques hommes. Puis les femmes sont renvoyées. Les otages sont alors regroupés dans un wagon, et jetés un par un aux bourreaux. Il y aura quelques tentatives de résistance chez les civils, mais presque tous (une quinzaine) sont exécutés un par un. Il y aura quelques survivants, gravement blessés.
Après les premières exécutions, un groupe de SS se dirige alors vers la gare. Des employés allemands de la Reichsbahn s'éclipsent rapidement à leur vue. Le chef de gare Victor Carré et l'employé Élie Derache sont frappés à coups de poing, de pied et de chaise, puis les SS leur tirent dessus à la mitraillette avant de quitter le bâtiment,.
Devant le train est situé un terrain, avec au bout la « maison Roseau », dernière maison de la rue Mangin appartenant à Marcel Roseau. Vers 0 h 15, quatre hommes sont dépêchés là-bas car les Allemands soupçonnent des fuyards de s'être enfuis dans cette direction. Ils s'y embusquent afin de tuer tous les rescapés qui tenteraient de fuir vers la rue Mangin. L'idée est pertinente, et de nombreux fuyards sont abattus. Le propriétaire de la maison aura néanmoins la vie sauve.

### Suite des exécutions
Les officiers SS et sous-officiers SS décident ensuite de procéder à une exécution collective pour les prochains pelotons et font aligner les hommes sur le champ voisin de la « maison Roseau », face au train qui se trouve distant d'une cinquantaine de mètres. Les hommes sont peu à peu abattus par petits groupes.
L'adjudant SS Jura a essayé de chercher les responsables de l'attentat en réquisitionnant des bicyclettes, mais n'y est pas parvenu. Il décide alors de se rendre au domicile du maire Delebart. Le maire est emmené à pied au lieu d'exécution, mais au moment de l'exécution retentissent des bruits de moteurs ainsi que des coups de sifflets. Le cauchemar est terminé.
M. Delebart, maire du village d'Ascq en 1944, faisait partie du quatrième peloton qui échappa à la mort. Voici ses déclarations :
« […] Je quittai donc la maison… On me dirigea vers le passage à niveau de la rue Marceau, là une véritable effervescence de soldats régnait, il [un soldat] me conduisit à un officier qu'il appelait le commandant : ce dernier me fit savoir en allemand le pourquoi de tout ce qui était arrivé à Ascq ; ne connaissant pas leur langue, je n'y comprenais rien, et lui demandai si parmi ses soldats ne se trouvait pas un interprète. Un soldat s'avança et me traduisit les paroles prononcées par l'officier. J'étais loin de supposer qu'une véritable tragédie était en train de se dérouler. J'appris donc par l'interprète qu'un attentat venait d'être commis sur la voie et que leur train était déraillé et la machine kapout et qu'il rendait responsable la population et la commune pour cet acte de sabotage ; en conséquence, cinquante personnes avaient été fusillées, et le groupe, soit une trentaine de civils de mes administrés qui se trouvait sur le trottoir de droite, gardés par des soldats allemands, allaient être passés par les armes immédiatement ; c'est alors que j'élevais une violente protestation de leur façon d'agir envers une population qui ne pouvait rien dans ce qui était arrivé et que cette dernière était innocente. Tout ceci eut le don de l'exaspérer et c'est alors que l'interprète me déclara venant de son officier et en me frappant sur l'épaule : « Vous aussi, monsieur le maire, vous serez fusillé ». Et à ce moment-là, je reçus un formidable coup de pied dans les reins qui me lança dans le groupe de civils qui attendaient le départ pour l'exécution. »
« Le petit cortège se mit en route encadré de soldats qui ne ménageaient ni coups de crosse, ni coups de pied : à tout moment, nous heurtions des cadavres. Après avoir marché sur le bas-côté de la ligne du chemin de fer sur une longueur de deux cents mètres environ, l'ordre d'arrêt nous fut donné, les soldats nous placèrent face à leur train, bras levés. J'eus alors l'impression que le moment suprême était venu et qu'ils allaient nous fusiller dans le dos, nous restâmes dans cette position quatre à cinq minutes, c'est alors que des coups de sifflet retentirent… On nous intima l'ordre d'avoir à rentrer chez nous au plus vite ; ce fut alors une véritable course à travers champs pour regagner nos demeures. […] »
Certains membres du bataillon 908 ont tenté de contrarier les plans des Waffen SS. Ainsi, selon le rapport de l'Untersturmführer Kudoke, un adjudant de la Feldgendarmerie lui aurait dit « Vous n'êtes pas qualifiés pour cela [sortir des hommes des maisons], c'est le quatrième transport subissant un attentat, nous n'y pouvons rien ». Ce même adjudant enlèvera Maurice Vandenbussche aux nazis et l'abritera dans le cantonnement. André Sabin, 15 ans, sur la route vers le lieu de l'attentat, sera envoyé chercher un médecin par deux membres du bataillon 908 et échappera ainsi à la mort.

### Arrêt du massacre

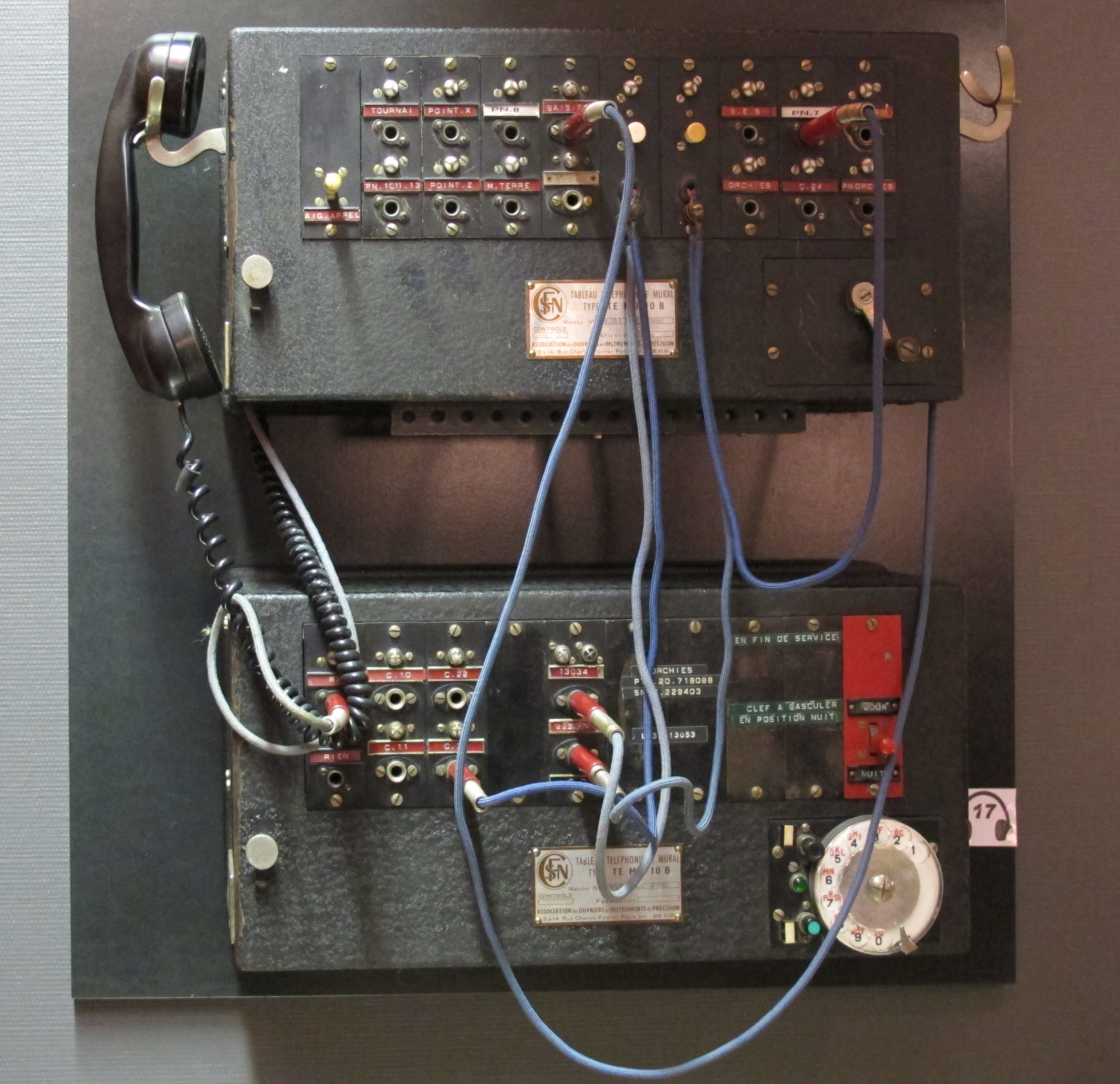
Ancien téléphone de la gare d'Ascq.

Dès 23 h 15, le 1er avril, la gare de Lille et la gendarmerie de Lannoy ont été averties du sabotage.
Le facteur enregistrant Élie Derache, indemne de blessures, téléphone à la permanence téléphonique de la gare de Lille à 23 h 30 pour l'informer de la fusillade et de ce que son collègue — le chef de gare, M. Carré — est blessé. Le téléphoniste de Lille alerte la Zugleitung — le service allemand — et M. Schmeider, chef du service, alerte « toutes les autorités pour faire cesser cette situation » et fait chercher un médecin allemand pour le chef de gare,.
À 0 h 40, la Zugleitung informe la gare de Lille que « tout un personnel et des fonctionnaires sont partis à Ascq ».
Des gendarmes de la brigade de Lannoy, dépêchés sur place, n'arrivent à la gare d'Ascq qu'à 1 h. Le brigadier demande à la gare de Lille d'alerter la gendarmerie de Roubaix pour envoyer des renforts.
De leur côté, les Allemands du Kommando 908 de la Wehrmacht stationnés à Ascq, et qui ne peuvent intervenir, avertissent leurs supérieurs à Lille. Finalement, la Reichsbahn se rend compte de la situation, et la Feldgendarmerie est envoyée au village. C'est un détachement de cette Feldgendarmerie, commandé par le lieutenant Fricke, qui intime aux SS l'ordre d'arrêter leurs exactions. D'un air furieux, un officier crie aux victimes alignées, prêtes à mourir « partez tous chez vous et tout de suite ». Il est 1 h 15, le 2 avril 1944. En tout, 86 civils auront été massacrés. 45 hommes soit qu'ils aient réussi à s'échapper, soit qu'ils aient été libérés à la suite de cette intervention, sont rescapés et pourront témoigner lors du procès.
À 2 h du matin, tandis que certains Waffen-SS sont occupés à détrousser les cadavres, la queue du train militaire (environ 40 wagons) retourne en gare de Baisieux avec Hauck à son bord, tandis que Jura reste à Ascq avec les wagons de tête.
À 3 h 5, la Zugleitung à Lille informe la gare de Lille que « le calme est rétabli à Ascq ».

## Conséquences

### Les massacrés

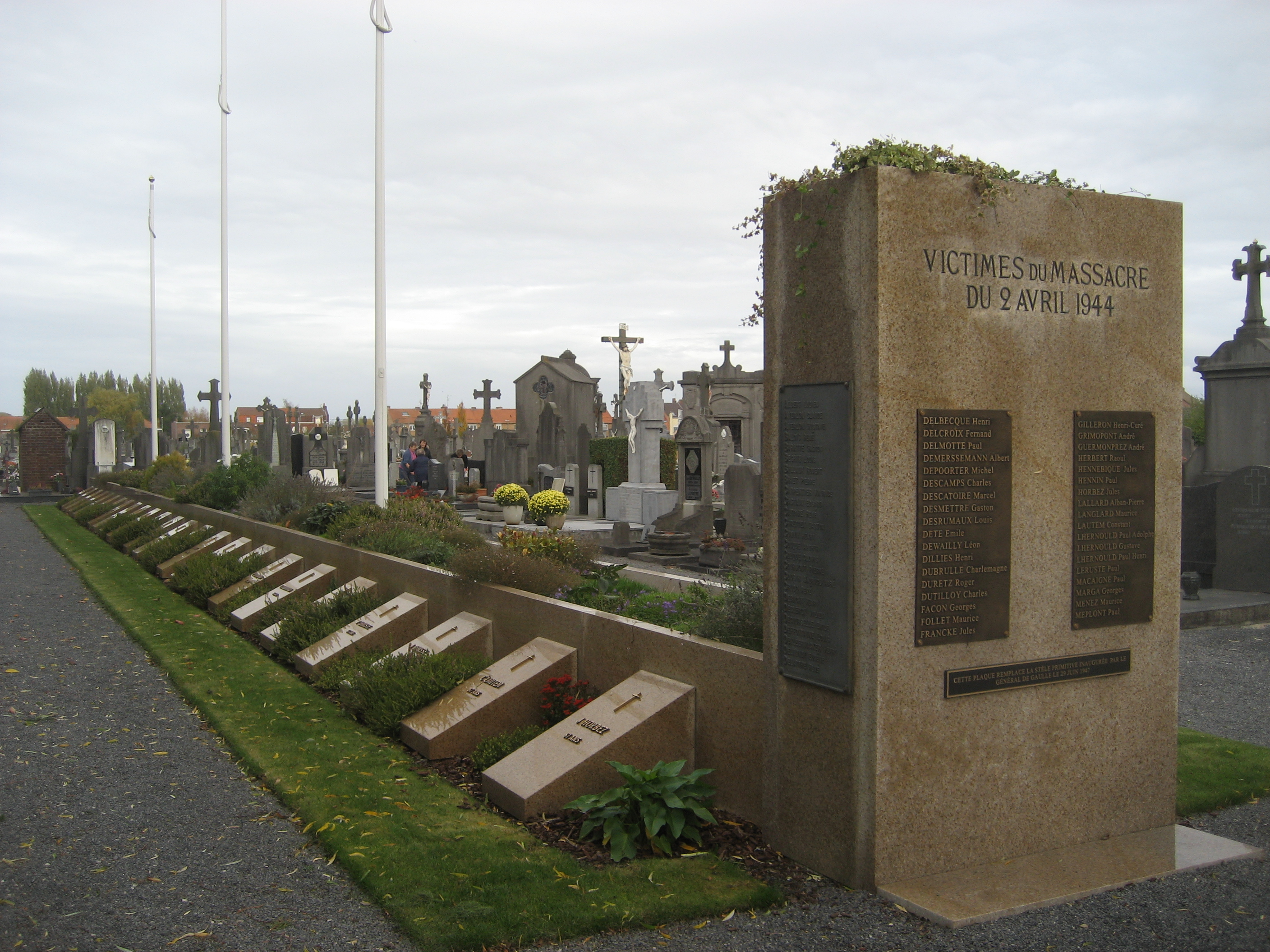
Tombes des massacrés dans le cimetière d'Ascq.

La relève des morts commence le matin du 2 avril 1944 : dix, rue Mangin ; un, rue Courbet ; un, place de la Gare ; deux, rue Marceau (actuellement rue Gaston-Baratte), devant le portail de l'église et trois au presbytère ; sept, carrière Dewailly et soixante-deux au Quennelet près de la voie ferrée.
Liste des massacrés, par ordre alphabétique. Le plus âgé était Pierre Briet, 74 ans. Les plus jeunes des massacrés étaient âgés de 15 ans : René Trackoen, Jean Roques et Roger Vancraeyenest. Les victimes laissent 75 veuves et 127 orphelins.
1. Lucien Albert, 37 ans (prisonnier en congé maladie).
2. Claude Averlon, 21 ans (employé de chemin de fer, sinistré d'Hellemmes).
3. Henri Averlon, 48 ans (employé de chemin de fer, sinistré d'Hellemmes).
4. René Balois, 29 ans (employé de préfecture habitant de Roubaix).
5. Gaston Baratte, 46 ans (industriel, dirigeant d'un tissage spécialisé pour l'ameublement).
6. Louis Beghin (artisan menuisier), 31 ans.
7. Robert Billaux, 43 ans (chauffeur mécanicien, prisonnier rapatrié).
8. Pierre Briet, 74 ans (négociant en grain et engrais retraité).
9. Maurice Carpentier, 43 ans (employé de chemin de fer).
10. Edgar Castain, 60 ans (mercier).
11. René Catoire, 60 ans (horloger-bijoutier).
12. Gaston Chrétien, 38 ans (artisan-serrurier, président de la Ligue ouvrière chrétienne).
13. Henri Comyn, 24 ans (ouvrier agricole).
14. Arthur Couque, 34 ans (comptable).
15. Clovis Couque, 31 ans (employé de chemin de fer).
16. Pierre Courmont, 37 ans (employé de commerce).
17. Maurice Cousin, 37 ans (abbé, vicaire).
18. René Crucq, 35 ans (chauffeur).
19. Henri Debachy, 33 ans (employé de chemin de fer).
20. Julien Declerck, 41 ans (employé de chemin de fer).
21. Émile Decourselle, 57 ans (garde-champêtre d'Ascq).
22. Louis Deffontaine, 31 ans (ajusteur, habitant de Baisieux).
23. Henri Dekleermaker, 19 ans (garde-voie).
24. Eugène Delannoy, 45 ans (pointeur).
25. René Delattre, 51 ans (patron de café de la gare).
26. Henri Delbecque, 55 ans (jardinier-concierge d'André Guermonprez).
27. Fernand Delcroix, 22 ans (épicier, gérant de la succursale des Docks du Nord).
28. Paul Delemotte, 39 ans (cultivateur, prisonnier rapatrié).
29. Albert Demersseman, 25 ans (teinturier).
30. Michel Depoorter, 49 ans (belge, commerçant, pris à tort pour un terroriste[17]).
31. Charles Descamps, 39 ans (transporteur).
32. Marcel Descatoire, 43 ans (employé de chemin de fer).
33. Gaston Desmettre, 44 ans (employé de chemin de fer, sinistré d'Hellemmes).
34. Louis Desrumaux, 17 ans (cultivateur, habitant de Tressin).
35. Émile Dété, 46 ans (charretier).
36. Léon Dewailly, 40 ans (entrepreneur de couverture).
37. Henri Dillies, 46 ans (comptable).
38. Charlemagne Dubrulle, 63 ans (épicier).
39. Roger Duretz, 22 ans (employé de chemin de fer).
40. Charles Dutilloy, 44 ans (employé de chemin de fer, membre du réseau W.O.).
41. Georges Facon, 39 ans (magasinier).
42. Maurice Follet, 39 ans (cultivateur).
43. Jules Francke, 38 ans (employé de chemin de fer, sinistré de Fives).
44. Henri Gilleron, 60 ans (abbé, curé).
45. André Grimonpont, 34 ans (employé de chemin de fer).
46. André Guermonprez, 38 ans (industriel).
47. Raoul Hébert, 44 ans (contrôleur des impôts).
48. Jules Hennebique, 55 ans (employé de chemin de fer).
49. Apollinaire Hennin, 70 ans (employé de chemin de fer retraité).
50. Jules Horbez, 51 ans (employé de chemin de fer).
51. Pierre Lallart, 42 ans (prisonnier rapatrié).
52. Maurice Langlard, 45 ans (magasinier, dirigeant de la Ligue ouvrière chrétienne).
53. Constant Lautem, 37 ans (garde-voie).
54. Gustave Lhernould, 48 ans (tonnelier).
55. Paul-Alphonse Lhernould, 56 ans.
56. Paul-Henri Lhernould, 17 ans (élève de seconde au collège moderne de Lille).
57. Paul Leruste, 33 ans (comptable).
58. Paul Macaigne, 53 ans (artisan électricien, grand blessé).
59. Georges Marga, 24 ans (employé de chemin de fer).
60. Maurice Menez, 40 ans (employé).
61. Paul Meplont, 71 ans (journalier).
62. François Noblecourt, 44 ans (employé de chemin de fer).
63. Jean Nuyttens, 40 ans (manœuvre).
64. André Ollivier, 31 ans (aiguilleur de trains).
65. Paul Otlet, 36 ans (employé de chemin de fer).
66. Georges Oudart, 34 ans (artisan-menuisier, ancien prisonnier).
67. Arthur Pottié, 70 ans (cafetier).
68. Raphaël Poulain, 30 ans (employé de chemin de fer).
69. Arthur Rigaut, 48 ans (tôlier).
70. Auguste Ronsse, 62 ans (tonnelier).
71. Jean Roques, 15 ans (élève au lycée Faidherbe à Lille).
72. Maurice Roques, 47 ans (receveur des postes).
73. Robert Rouneau, 44 ans (industriel).
74. Lucien Sabin, 41 ans (industriel, ancien capitaine de chars d'assaut, prisonnier rapatrié).
75. Henri Six, 29 ans (terrassier).
76. Gustave Thieffry, 66 ans (carrossier).
77. Maurice Thieffry, 47 ans (comptable).
78. Michel Thieffry, 18 ans (employé de chemin de fer).
79. Jean Trackoen, 20 ans (contremaitre métallurgiste).
80. René Trackoen, 15 ans (apprenti tôlier).
81. Robert Trehoust, 38 ans (directeur de filature, ex-lieutenant d'artillerie, prisonnier rapatrié[note 1]).
82. Roger Vancraeyenest, 15 ans (vannier).
83. Maurice Vandenbussche, 22 ans (employé de chemin de fer).
84. René Vandermersche, 23 ans (ébarbeur, membre du réseau Voix du Nord).
85. Albert Vanpeene, 21 ans (employé de chemin de fer).
86. Paul Vermus, 58 ans (tonnelier).

Le massacre compte aussi des rescapés et de nombreux blessés dont ceux par balle : Arthur Bettremieux, 17 ans ; Jean Cardon, 45 ans ; Édouard Cardon, 20 ans ; Léon Chuffart, 31 ans ; Richard Dejonghe, 54 ans ; Gustave Mérie, 59 ans ; Clovis Pelloquin, 45 ans ; Arsène Sion, 63 ans ; Gustave Vancraeyenest 51 ans ; Oscar Vanmœrbeke, 68 ans.

### Brutalité et exactions
En plus de la fusillade, les Ascquois sont victimes de violence. Certains sont frappés. Un homme de 85 ans est précipité au bas de l'escalier du premier étage. Des femmes et des jeunes filles (notamment Mlle Trakoen, Mme Dewailly et ses deux filles) sont emmenées sur le lieu de l'exécution, assistent à des fusillades, puis sont renvoyées chez elles. La brutalité du Kommando Hauer est terrible. Divers faits sont relatés. Ils frappent, battent et piétinent Mme Albert. Ils cassent portes et fenêtres. La femme d'Alexandre Bouchard est tirée par les cheveux et brutalisée, avant d'être jetée dehors avec ses jeunes enfants. Chez Mme Wauquier, rue du Maréchal-Foch, un SS empoigne une fillette de cinq ans et la jette violemment sur le sol,.
De plus, les Waffen SS profitent de la réquisition des hommes pour piller les habitations. On dénombrera du linge, des vivres, des bonbons, du vin, du savon, des bicyclettes, le contenu des tiroirs-caisses des commerçants, les outils du coiffeur, de l'argent liquide, des bijoux, des cigarettes, une boîte de stylos, compas, porte-mine, etc.,. En outre, ils n'hésitent pas non plus à détrousser les cadavres de leurs bijoux, allant jusqu'à récupérer leurs dents en or,.
Le bilan aurait pu être encore plus lourd : certains témoins, comprenant l'allemand, ont entendu des SS affirmer qu'ils allaient incendier le village.

### Réactions
La nouvelle du massacre se répand rapidement dans toute la région du Nord. Il n'y aura pas de réaction du gouvernement français. Radio Paris se contentera de dire le 4 avril que « quatre-vingt six terroristes ont été fusillés à Ascq dans le Nord ». Par contre, les rapports de police condamneront fermement l'acte nazi dans les mêmes termes que la population et le directeur de cabinet du préfet formula « une protestation très ferme et très respectueuse ». Le Conseil municipal de Lille, le Centre départemental de coordination et d'action des mouvements familiaux du Nord, le cardinal Liénart, les commissaires de Wattrelos, Lannoy et Wasquehal expriment leur sympathie envers la population ascquoise et condamnent la « répression sanglante », « un véritable acte de barbarie », « un esprit de sauvagerie peu commun ».
Le 3 avril 1944 paraît dans les journaux un communiqué du Generalleutnant Bertram, qui affirme que la population avait tiré des coups de feu sur le convoi, ce qui justifie une riposte. Bertram refuse de modifier son avis à la population malgré l'intervention du préfet Carles. Les journaux refusent de publier l'avis, notamment le Journal de Roubaix, L'Écho du Nord et le Réveil du Nord. La Feldgendarmerie occupe les locaux du Journal de Roubaix et de L'Écho du Nord pour faire imprimer l'avis ; le Réveil du Nord accepte de le publier, mais glisse le nom des massacrés en deuxième page à la rubrique « état civil », ce qui échappe au censeur allemand qui fera saisir tous les exemplaires du journal dans les kiosques. Cependant, au courant de ces démêlés, la plupart des vendeurs de journaux ne viennent pas prendre livraison de leur stock. L'administration allemande tente d'étouffer l'affaire et demande à tous les maires et les personnages officiels de l'arrondissement de Lille de minimiser les faits. En outre, la Kommandantur interdit la circulation entre 20 h et 6 h pour l'arrondissement de Lille et la région de Douai.
La population de la région est indignée. Le personnel des ateliers de la SNCF à Hellemmes refuse de travailler le 3 avril, et au dépôt de Lille-Delivrance le travail est fortement ralenti. Le Front national fait coller des affichettes dans toute la métropole lilloise contenant ces termes : « Contre l'ignoble massacre de la population d'Ascq, Français, Françaises, en signe de deuil et de protestation, cessez le travail mercredi 5 avril, de 11 h 30 à 12 heures ! Assistez nombreux aux obsèques ! ». On comptera 60 000 grévistes à Lille, ce qui en fera une des plus grandes manifestations françaises de la guerre sous l'occupation.
Malgré la censure allemande, une foule estimée à 20 000 personnes, (plus de 30 000 personnes selon la brochure clandestine La nuit de l'effroi), se rendra, à Ascq le 5 avril à 11 h 30 pour les funérailles. Aucun uniforme allemand ne sera vu, à la suite d'une demande du préfet Carles. Cette même journée sont recensés par la police beaucoup de mouvements liés au massacre. Sur les 11 820 ouvriers des 38 usines de la région lilloise, 1 535 vont aux obsèques, 1 443 ont observé une minute de silence, 800 ont travaillé pour donner une heure de salaire aux veuves, 7 177 ont cessé le travail de 11 h 30 à 12 h. Seuls 875 ouvriers ne se sont pas associés à ces manifestations. Les ateliers de la SNCF d'Hellemmes et de Fives ont envoyé chacun 400 employés ou ouvriers.
Malgré l'interdiction formelle des Allemands de prononcer un discours, le cardinal Liénart s'exprime devant la foule et les victimes ; il déclare : « j'adresse à toutes les autorités dont la présence donne à cette cérémonie le caractère d'un hommage officiel de la France à ses morts, l'expression de ma vive gratitude ». Les groupements officiels multiplient les motions de protestation et demandent réparation. Un peu d'argent sera donné par les instances officielles pour les orphelins, et beaucoup d'ouvriers travaillèrent en plus pour donner une part de leur salaire aux veuves. La solidarité des gens de la région sera jugée exemplaire par beaucoup d'observateurs.
Du côté allemand, les SS sont vivement félicités par leurs supérieurs. Ainsi, dans la nuit même du massacre, Jura resté à Ascq reçoit la visite d'un lieutenant-colonel (certainement le colonel Hartmann de Lille) qui lui dit : « Il est agréable de constater qu'il existe encore des commandants de transport à qui des ordres ne sont pas nécessaires pour de telles choses ». D'autres militaires viennent le féliciter. Le 10 mai 1944, le major Bremer, commandant le groupe motorisé de reconnaissance de la 12e SS, déclare dans un « ordre spécial » : « Au nom du commandant de la division, j'exprime ma reconnaissance au lieutenant SS Hauck » et qualifie son action d'exemplaire, tout en déplorant les pillages commis auprès de la population civile.
Le 15 avril 1944, des auditeurs clandestins de la radio anglaise BBC entendent Maurice Schumann parler du massacre. L'État français n'a toujours pas pris position. Le maréchal Pétain en sera informé comme pour le massacre de Rouffignac, mais il faudra attendre celui d'Oradour-sur-Glane pour que le chef de l'État français écrive une lettre à Adolf Hitler à propos de la férocité des représailles des troupes SS. Hitler ne reçut probablement[réf. nécessaire] jamais cette lettre, car personne ne voulait la lui transmettre alors que sa situation personnelle commençait déjà à être critique. Le 12 mai, sur la BBC, Maurice Schumann appelle la SNCF à « venger les morts d'Ascq ». Le journal publié par l'Office d'information de guerre du gouvernement des États-Unis, L'Amérique en guerre, relate le massacre d'Ascq dans son édition du 19 avril 1944. De nombreux journaux clandestins évoquent également la tuerie.
Le procureur général de la cour d'appel de Douai, dans une lettre au Ministère de la Justice détaillant les démêlés avec la presse après le massacre, énonce qu'« il ne faut pas se dissimuler que l'affaire d'Ascq a porté à l'esprit de collaboration dans la région du Nord un coup très grave, et que même les personnes qui jusqu'à ce jour avaient manifesté un esprit favorable à l'autorité allemande lui sont subitement devenues hostiles. Cette affaire constitue, sans nul doute, un sérieux obstacle à l'action gouvernementale et n'est pas de nature à faciliter l'action de la justice pénale, chargée de la répression des menées terroristes. »

### Des coups de feu?
Dans son rapport daté du 4 avril, l'Obersturmführer Hauck mentionne que « des coups de fusils et de pistolets partaient de la lisière gauche de la commune. » Ce témoignage, déclenchant l'unanimité contre lui, est probablement un faux permettant à Hauck de couvrir son action. Le mécanicien Dascotte témoigne être certain « de n'avoir entendu qu'une explosion au passage de la machine et qu'aucun coup de feu n'a été tiré avant la rafale [le début du massacre] ». Le 3 avril, les journaux refusent de publier l'avis du Generalleutnant Bertram mentionnant des coups de feu. Le commissaire de Wasquehal écrit dans un rapport qu'« on est certain […] qu'il n'y a pas eu de coup de feu contre les Allemands ».

### Procès
Les résistants d'Ascq sont arrêtés quelques semaines plus tard, jugés par un tribunal allemand et exécutés au fort de Seclin le 7 juin 1944 dans ce qui sera appelé la fusillade du Fort de Seclin.
Dès la Libération, est mis en place au niveau national le Service de recherche des crimes de guerre ennemis (SRCGE) qui va disposer d'antennes régionales. Bien que le nom de la division SS responsable du massacre soit connu dès le mois de novembre 1944, il faut attendre l'été 1946 pour connaître les noms et prénoms des SS présents à Ascq, dont celui de Walter Hauck. C'est seulement plus de deux ans après le massacre que la traque des SS d'Ascq est lancée. Après d'énormes difficultés rencontrées par les enquêteurs cette recherche n'aboutit qu'en mars 1949 à la mise en accusation de 17 d'entre eux, dont seulement 9 seront présents au procès.
Le 2 août 1949 s'ouvre au palais de Justice de Lille le procès des SS de la division responsable du massacre d'Ascq. À part le chef du convoi, le lieutenant Hauck, les responsables de la tuerie sont absents et il n'y a que des subalternes,. Il faut dire que la 12e SS a subi de lourdes pertes en Normandie quelques mois après le massacre d'Ascq. Dans la nuit du 1er au 2 septembre 1944, alors que la compagnie repasse dans le Nord, un de ses camions culbute dans le Thon à Étréaupont. Ce camion rempli d'archives contenait tous les rapports des gradés responsables du massacre d'Ascq.
La loi no 48-1416 du 15 septembre 1948, dite « Ascq-Oradour », fait d'un membre quelconque de la division le responsable des exactions de ses compagnons. Le 6 août 1949, tous les inculpés à l'exception d'un seul condamné à 15 ans de travaux forcés, sont condamnés à mort.
Les avocats de la défense interjettent appel devant la cour de Cassation qui rejette le pourvoi le 3 juin 1950. À la suite de divers rebondissements, notamment plusieurs révisions du procès et la présence d'un faux dans l'acte remis à la Cour suprême, le président René Coty décide de gracier les huit condamnés à mort en se basant sur le rapport de M. Hamiaut, secrétaire général du Conseil supérieur de la magistrature. Ce rapport remet en cause non seulement une partie de l'instruction mais surtout l'application, lors du procès, de la loi du 15 septembre 1948 sur la responsabilité collective. Il contient aussi de nombreux courriers et pétitions en provenance d'Allemagne mais aussi de France, notamment une supplique de veuves de massacrés, pour que les condamnés ne soient pas exécutés. Les articles 1 et 2 de cette loi sont abrogés le 31 janvier 1953,.
Le 20 juillet 1955, le président Coty signe un décret de grâce en faveur des huit condamnés. Les peines de mort sont commuées en travaux forcés à perpétuité pour Walter Hauck et à 20 ans de travaux forcés pour Johannes Rasmussen. Pour les six autres, la peine de mort est commuée en 10 ans de travaux forcés avec remise du restant de la peine ce qui leur permet d'être libérés dès 1955. Hauck et Rasmussen vont bénéficier ensuite de remises de peine et seront tous deux libérés en 1957.
En janvier 2016, les domiciles de trois anciens membres présumés de la division 12e Panzerdivision SS Hitlerjugend, deux en Saxe et un en Basse-Saxe, ont été perquisitionnés sur demande du procureur du parquet de Dortmund, dans l'objectif de « faire la lumière sur les faits » et « d’éclaircir juridiquement le massacre d’Ascq ».
Un des condamnés à mort par contumace en 1949, l'officier SS Karl Münter, a fait l'objet d'une nouvelle plainte au sujet du massacre d'Ascq en 2014, mais la justice allemande a abandonné les poursuites en mars 2018, car il avait déjà été condamné par un tribunal militaire en France  et qu'il ne pouvait être jugé une seconde fois pour les mêmes faits ,,. En 2018, l'homme dit ne rien regretter, tient des propos révisionnistes et reste nostalgique du IIIe Reich,. En juillet 2019, il est mis en accusation pour "incitation à la haine raciale" et "atteinte à la mémoire des morts" par le parquet de Hildesheim, qui annonce son décès le 22 septembre 2019. La procédure engagée contre lui s'éteint donc avec sa mort.

## Commémorations et hommages

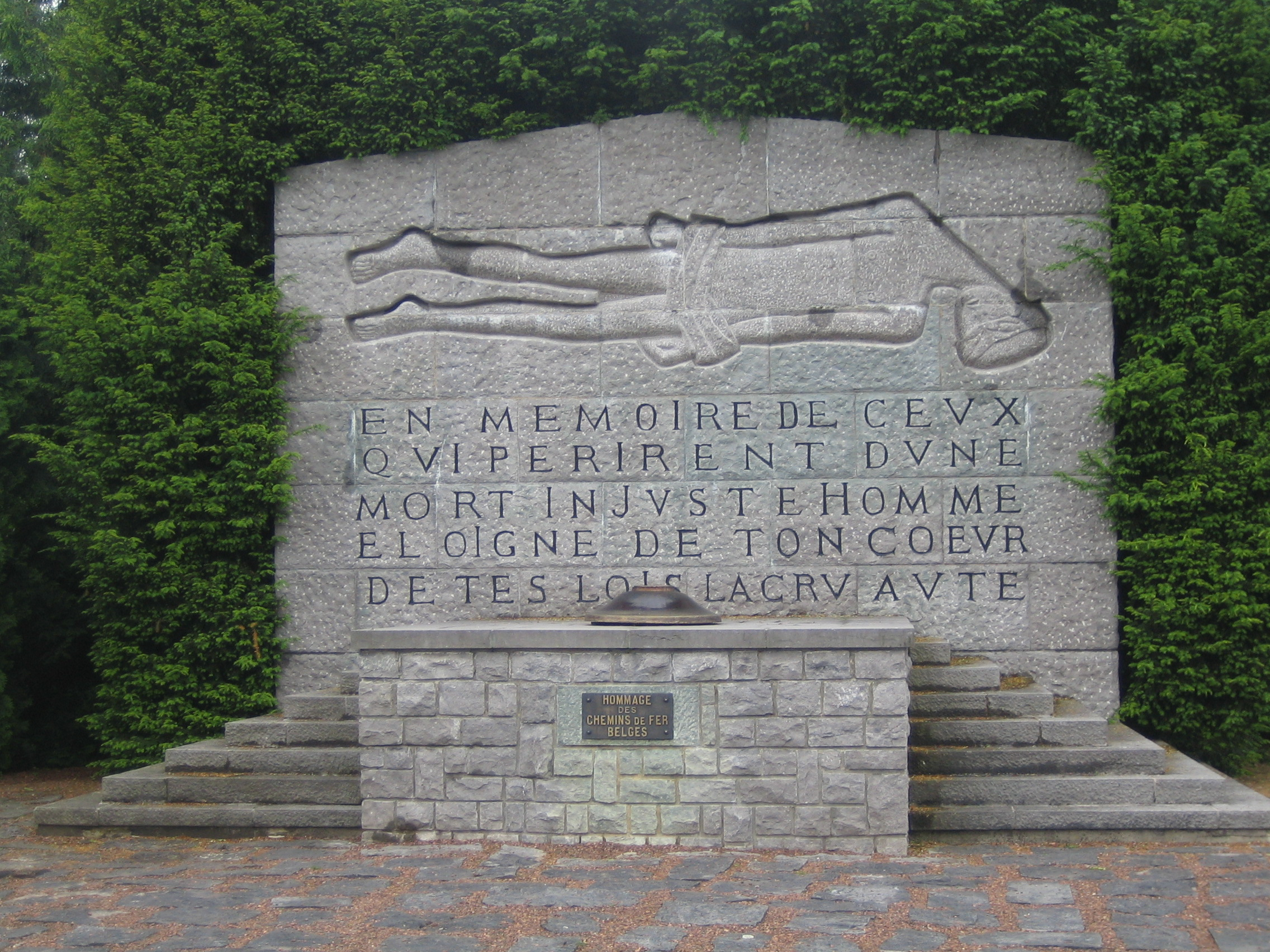
Le Tertre des massacrés.

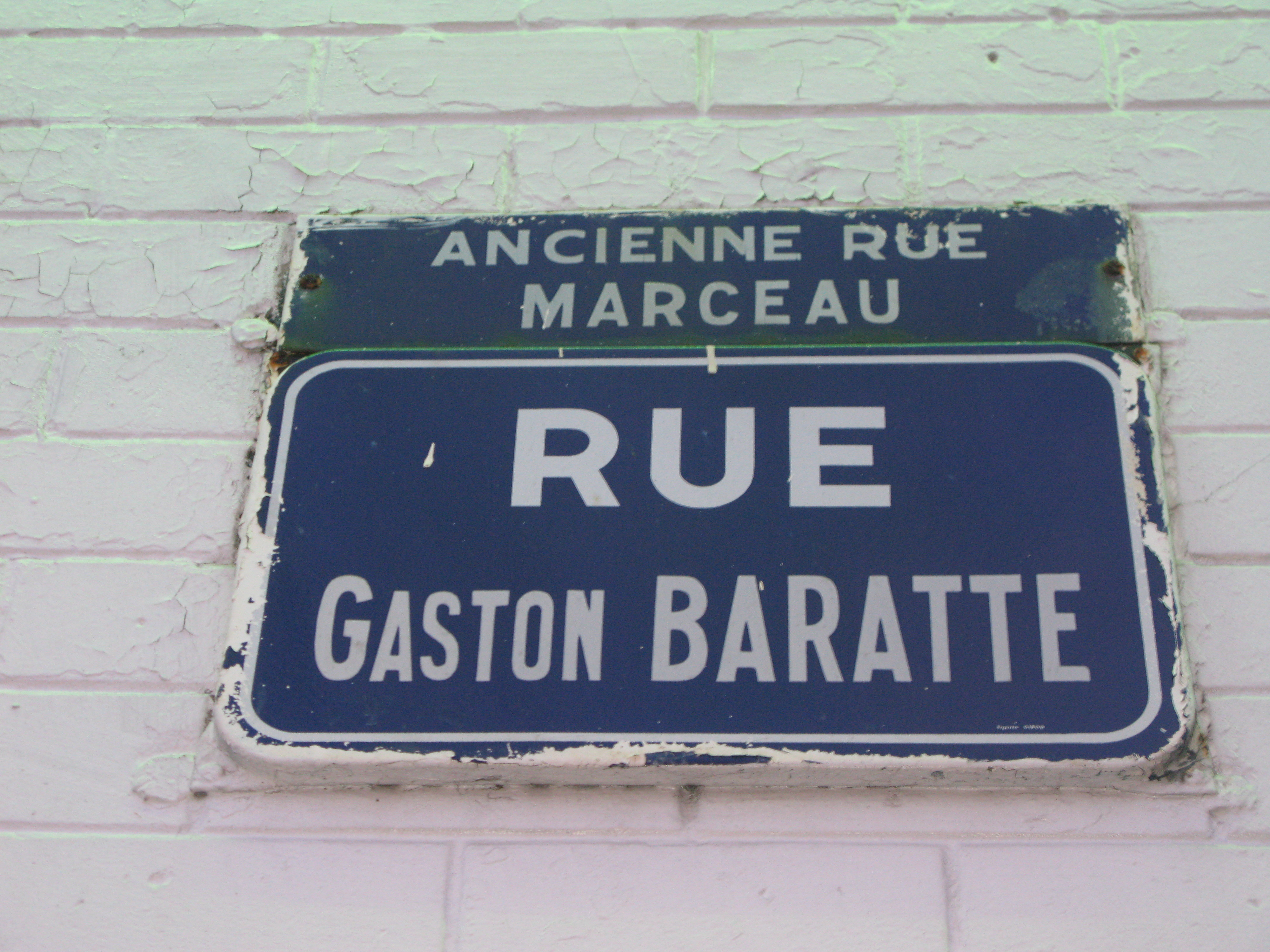
Panneau de la rue Gaston Baratte à Ascq.

Régulièrement, le village d'Ascq a commémoré le massacre au cours du XXe siècle :
- Le 29 juin 1947, le général de Gaulle se rend sur les lieux du massacre. Il est reçu par le conseil municipal et Isidore Hofman, le maire du village.
- Le 13 juillet 1947, Vincent Auriol, président de la République, pose la première pierre du monument des fusillés. Il est accompagné d'un dispensaire, à la demande des veuves. L'ensemble est construit par les architectes Luc et Xavier Arsène-Henry, et inauguré en 1955.
- En 1949, la commune d'Ascq reçoit une décoration : la croix de guerre 1939-1945.
- En 1952, la commune reçoit la Légion d'honneur.
- En 1964, une délégation de chrétiens d'Ascq est reçue à Rome par le pape Paul VI.
- En 1969, la municipalité organise le 25e anniversaire du massacre, en présence de nombreuses personnalités dont le ministre François-Xavier Ortoli et le cardinal Liénart. Le docteur J.-M. Mocq publie : Ascq, la nuit la plus longue, la première histoire des événements d'Ascq.
- En 1970, la ville nouvelle composée d'Ascq, Annappes et Flers-lez-Lille devient Villeneuve-d'Ascq. Des routes commémorent l'événement, comme la rue des Martyrs du 2 avril 1944 (la rue des Fusillés commémore un autre événement du 7 juin 1944).
- En 1983, le Tertre des massacrés est visité par François Mitterrand, président de la République ; aucun président n'était venu depuis la pose de la première pierre par Vincent Auriol[16].
- En 1984, le musée du Souvenir des victimes d'Ascq, créé par le docteur Jean-Marie Mocq et Gérard Chrétien, fils de massacré, est inauguré par Pierre Mauroy, Premier ministre.
- En 1994, pour les 50 ans, des commémorations importantes sont organisées.
- En 2005, inauguration du nouveau musée commémoratif : le Mémorial Ascq 1944.

Depuis 1945, le souvenir du massacre est célébré à Ascq chaque année. Depuis 1963, les commémorations ont lieu le dimanche des Rameaux. Une double commémoration a lieu tous les cinq ans avec une marche aux flambeaux.

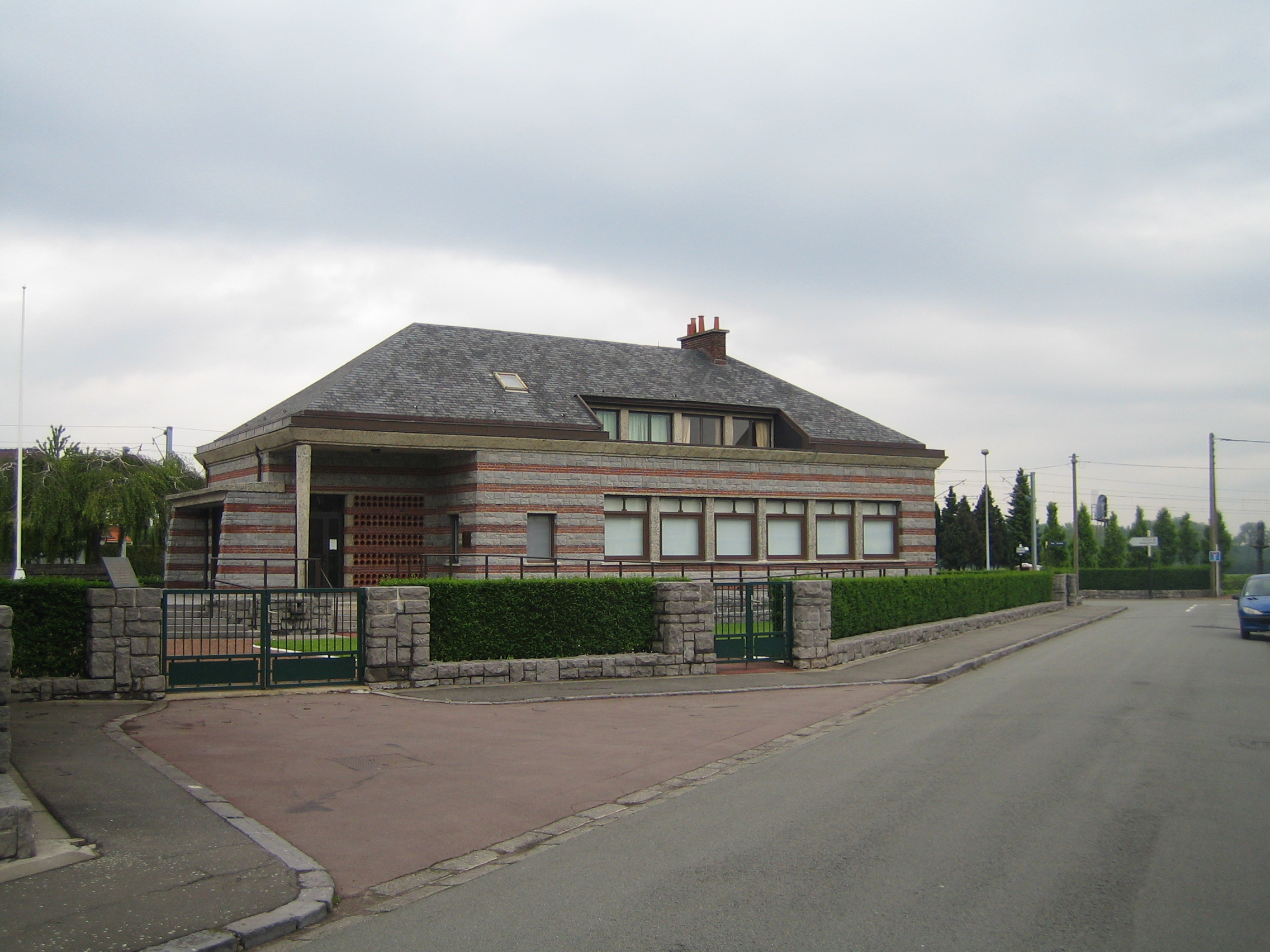
Mémorial Ascq 1944.

Un musée de la commémoration du massacre des 1er et 2 avril 1944 existe à Ascq : le mémorial Ascq 1944. On trouve dans le jardin qui l'entoure un alignement de pierres en souvenir des victimes et un monument au gisant, le Tertre des massacrés.
Enfin, dans le cimetière d'Ascq se trouvent les tombes des massacrés, toutes alignées derrière un monument sur lequel est apposé une plaque.
Une rue près de la gare d'Ascq s'appelle rue des Martyrs.

## Affaire Le Pen – Rivarol
À la suite de la publication le 7 janvier 2005 dans l'hebdomadaire Rivarol d’un entretien du chef d’extrême droite Jean-Marie Le Pen remettant en cause l’histoire du massacre de la nuit des Rameaux à Ascq et qualifiant l'occupation allemande de « pas particulièrement inhumaine », la ville de Villeneuve-d'Ascq s'est portée partie civile au procès devant la 17e chambre correctionnelle du tribunal de Paris, le 14 décembre 2007. La Ligue des droits de l'Homme, le Mouvement contre le racisme et pour l'amitié entre les peuples (MRAP) et l'association des Fils et filles de déportés juifs de France (FFDJF) se sont également portés partie civile au procès.
Jean-Marie Le Pen avait notamment affirmé avoir le souvenir qu'« un lieutenant allemand, fou de douleur que son train de permissionnaires ait déraillé dans un attentat, causant ainsi la mort de ses jeunes soldats, voulait fusiller tout le village : il avait d’ailleurs déjà tué plusieurs civils. Et c’est la Gestapo de Lille, avertie par la SNCF, qui arriva aussitôt pour arrêter le massacre ».
Jean-Marie Le Pen n'était pas présent au procès, et la ville était représentée par le maire, Jean-Michel Stievenard ; Yves Le Maner (directeur de la coupole d'Helfaut) a témoigné comme historien. Étaient également poursuivis dans cette affaire le journaliste qui l’avait interrogé, Jérôme Bourbon, et la directrice de publication de l’hebdomadaire d’extrême droite, Marie-Luce Wacquez. Une peine de 10 000 € d'amende et 5 mois de prison avec sursis avaient été requis à ce procès du 14 décembre 2007. Le 8 février 2008, Jean-Marie Le Pen a été condamné à 10 000 euros d'amende et à trois mois de prison avec sursis : le tribunal correctionnel de Paris a en effet jugé que ses propos sur l'occupation allemande durant la Seconde Guerre mondiale constituaient une « contestation de crimes contre l'humanité », et que ceux concernant le massacre d'Ascq le rendaient complice « d'apologie de crimes de guerre et contestation de crimes contre l'humanité ». En revanche, la plainte de la commune de Villeneuve-d'Ascq a été jugée irrecevable. Jean-Marie Le Pen a fait appel de la décision.
Le 21 janvier 2009, la cour d'appel de Paris a confirmé le précédent jugement et condamné Jean-Marie Le Pen à 10 000 euros d'amende et à trois mois de prison avec sursis pour ses propos minimisant les crimes commis par l'occupant nazi, et notamment le massacre d'Ascq. Son avocat a indiqué qu'il se pourvoirait en cassation. On notera que si la cour d'appel a confirmé la condamnation de Jean-Marie Le Pen pour « complicité de contestation de crimes contre l'humanité », elle l'a en revanche relaxé pour ceux d'« apologie de crimes de guerre ».
En avril 2011, Jean-Marie Le Pen est relaxé définitivement pour les faits d'« apologie de crimes de guerre » et la cour de Cassation annule l'arrêt de 2009 pour vice de forme. Ce qui oblige les parties civiles à déposer une nouvelle plainte. Après une nouvelle condamnation pour « complicité de contestation de crime contre l'humanité » en février 2012 et un nouveau recours en cassation, l'épilogue de ce combat judiciaire intervient le 18 juin 2013 date à laquelle la condamnation est devenue définitive.

## Massacre d'Ascq dans la culture

### Poésie
Dans son poème Jeunes Gens, écrit en 1949, le poète Louis Aragon a écrit quelques vers à propos d'Ascq et du massacre d'Ascq :
« Or sur la chaussée de Lille

Soudain se sont tus les chants

Or sur la chaussée de Lille

Ascq a paru dans les champs

Compagnons vous souvient-il

Voici que vous rencontrez

Dès les premiers pas en France

Voici que vous rencontrez

Sur ses pierres de souffrance

Ascq assise au cœur des prés

Les bourreaux qui la marquèrent

Arrêtons-nous un moment

Les bourreaux qui la marquèrent

attendent leur jugement

Maudits soient les gens de guerre »

### Romans
Marie-Paul Armand raconte, d'une façon un peu romancée mais en gardant les noms de personnalités engagés, cette tuerie d'Ascq dans le livre, Le vent de la haine qui fait partie de la trilogie La poussière des corons (1985).
Sorj Chalandon évoque le massacre dans son roman La légende de nos pères (2009).
Mie-Jo Duquesnoy, romancière ayant grandi dans le village d'Ascq, inscrit le massacre au cœur de l'intrigue de son second roman Le champ Delmotte (Éditions Saint Martin, 2016), qui se veut une ode à la paix et un plaidoyer pour l'Europe. Le champ Delmotte a été traduit en allemand sous le titre Das Klatschmohnfeld (Éditions Saint Martin, 2019).

### Cinéma
- Ascq 44, les martyrs du Nord réalisé par Germain et Robin Aguesse, sorti le 6 mars 2024